# Mururoa

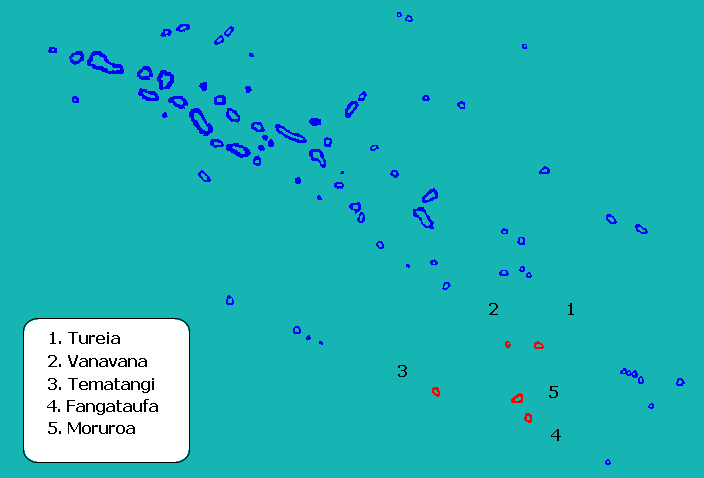
Översiktskarta.

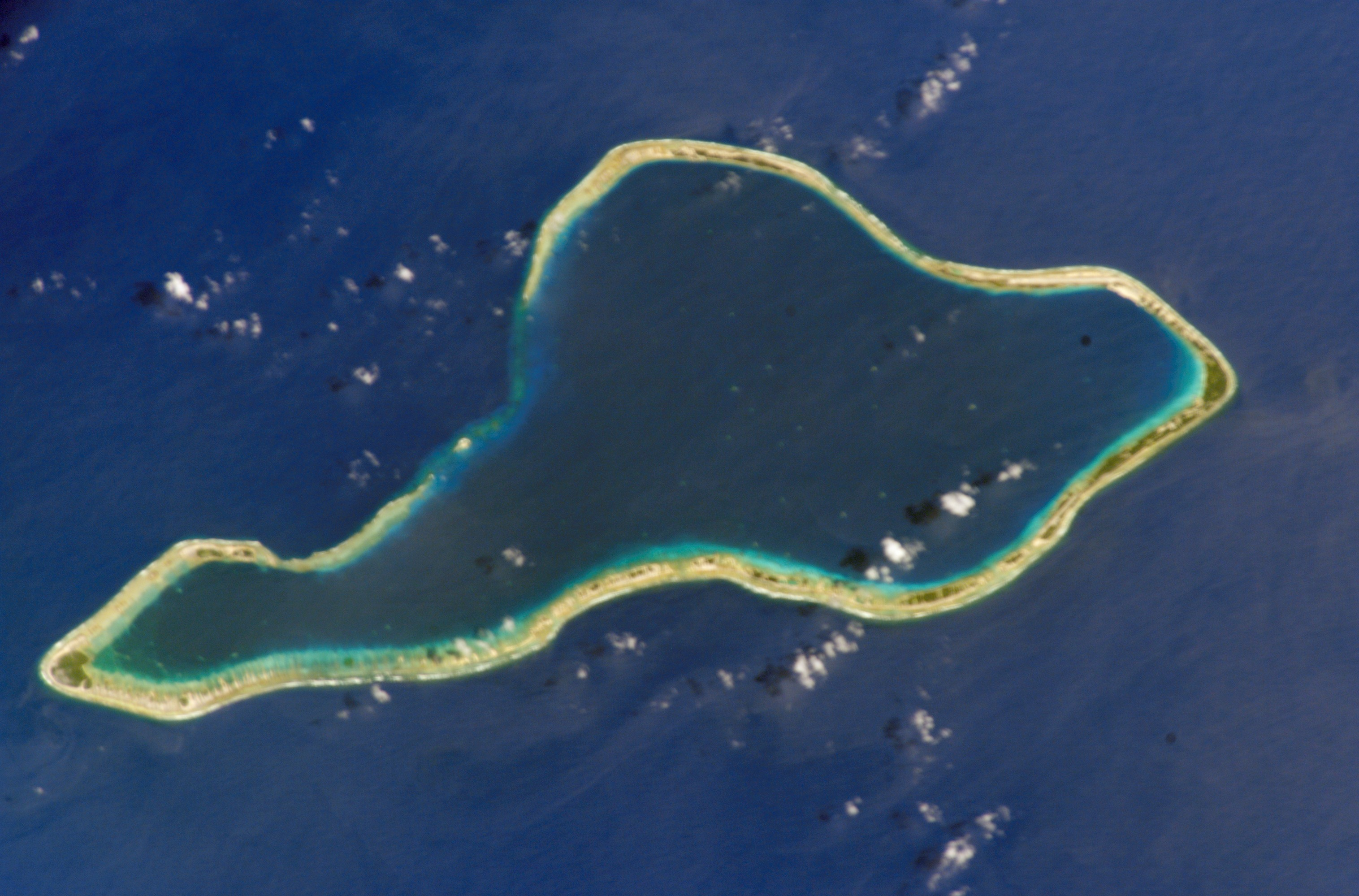
Moruroa.

Mururoa, Moruroa (franska: îles Moruroa eller Mururoa), är en atoll i Franska Polynesien i Stilla havet.

## Historia
Öarna i atollen upptäcktes av brittiske Philip Carteret 1767 och Moruroa har troligen alltid varit obebodd. 1903 införlivades atollen tillsammans med övriga öar inom Tuamotugruppen i det nyskapade Établissements Français de l'Océanie (Franska Oceanien). Atollen och den angränsande atollen Fangataufa etablerades som kärnvapenprovområde den 21 september 1962, och den första provsprängningen utfördes den 2 juli 1966. Från 1966 och till 1974 detonerades 41 atombomber (atmosfäriska) ovan jordytan och 147 atombomber under jordytan. Den sista provsprängningen utfördes den 27 januari 1996. Den 10 juli 1985 sänktes Greenpeaces fartyg Rainbow Warrior, som var på väg till Moruroa, i Aucklands hamn på Nya Zeeland.
1995 meddelade franske presidenten Jacques Chirac att Frankrike ämnade fortsätta provspränga kärnvapen i atollen. Det ledde dock till starka protester i hela världen med bland annat bojkott av franska varor. Efter genomförda provsprängningar avslutades de och har idag ersatts av datorsimuleringar. Atollen är än idag ett avspärrat område.

## Geografi
Moruroa ligger i ögruppen Tuamotuöarna och ligger cirka 1 250 km sydöst om Tahiti. Atollen har en area om ca 300 km² fördelad på flera olikstora öar och är obebodd. Högsta höjden är endast några meter över havet, då Moruroa är en korallatoll. I närheten ligger även Fangataufa-atollen.